# Santi Vila
Santiago "Santi" Vila i Vicente (sinh ngày 15 tháng 3 năm 1973) là một nhà sử học và chính khách người Catalan đến từ Granollers, Tây Ban Nha. Ông là một thành viên của Đảng Dân chủ châu Âu Catalan, và là ủy viên hội đồng tại Figueres từ năm 1999 trước khi trở thành thị trưởng từ năm 2007 đến năm 2012.
Vào ngày 2 tháng 11 năm 2017, các thành viên của Generalitat de Catalunya đã bị bắt vì tội gây rối, không giống như những người khác, Vila được đề nghị bảo lãnh 50.000 euro vì ông đã từ chức trước khi Catalan đơn phương tuyên bố độc lập. Ông đã bị bỏ tù trước khi xét xử chỉ một đêm. Phiên tòa bắt đầu vào ngày 12 tháng 2 năm 2019 và được chuyển đến quyết định vào ngày 12 tháng 6 năm 2019.
Vào ngày 14 tháng 10 năm 2019, Vila bị kết án một năm 8 tháng không đủ tư cách và khoản tiền phạt €60.000 vì tội không vâng lời.